# Joseph de Miribel
Pour les autres personnalités de même nom, voir Miribel.
 Marie François Joseph de Miribel est un général français, né le 14 septembre 1831 à Montbonnot et mort le 12 septembre 1893 à Hauterives, près de Beaurepaire.
Il est chef d'état-major général de l'Armée à trois reprises : une première fois de novembre 1877 à 1879, une seconde fois en entre 1881 et 1882 et enfin de 1890 à 1893.

## Biographie

### Origines
Marie François Joseph de Miribel est né le 14 septembre 1831 à Montbonnot, en Isère. Il est le fils d'Artus de Miribel, (1785-1853), maire de Grenoble de 1842 à 1845 et d'Alexandrine de Valori/Valory (1790-1868),. Il est le quatrième fils, d'une fratrie de cinq enfants.
Il appartient à une famille des Copin de Miribel, originaire du Dauphiné et anoblie au XVIIe siècle. 
Joseph de Miribel épouse Henriette de Grouchy (1844-1923). Ils ont huit enfants, dont Marie de Miribel, (1872-1959), fondatrice d'un hôpital d'œuvres sociales d'inspiration chrétienne.

### Carrière
Admis à l'École Polytechnique en 1851, Joseph de Miribel opte pour l'arme de l'artillerie à sa sortie.
Il participe à la guerre de Crimée, puis à la campagne d'Italie comme capitaine d'artillerie. Il est de la campagne du Mexique sous les ordres du général de Laumière. Il est nommé colonel le 23 novembre 1870 pendant la désastreuse campagne de France, et participe à la défense de Paris puis aux combats de la Commune.
Il est promu général de brigade le 3 mai 1875, puis général de division le 24 juillet 1880.
En novembre 1877, alors qu'il est chef d'état-major du général Auguste-Alexandre Ducrot, commandant du 8e corps d'armée, il est appelé par Gaëtan de Rochebouët, ministre de la Guerre et président du Conseil, pour devenir son chef d'état-major général. Sous ce gouvernement, alors que la crise du 16 mai 1877 bat son plein, il est soupçonné par les républicains d'avoir prêté à la main à un complot militaire pour renverser la République avec d'autres généraux dont Rochebouët et son ancien patron, le général Ducrot.
Apprécié de Léon Gambetta, malgré ses opinions réactionnaires, il redevient chef d'état-major général en 1881, au moment de la formation du Grand ministère Gambetta. C'est le seul des officiers conservateurs soupçonnés de putsch à conserver des responsabilités de premier plan une fois la « République des républicains » fermement installée,.
Il occupe successivement le commandement de la  28e division de Lyon, puis du 6e corps d'armée sur les frontières de l'Est. Il est enfin nommé une troisième fois chef de l'État-Major général de l'armée en 1890. Il siège aussi au sein du Comité de l'artillerie.

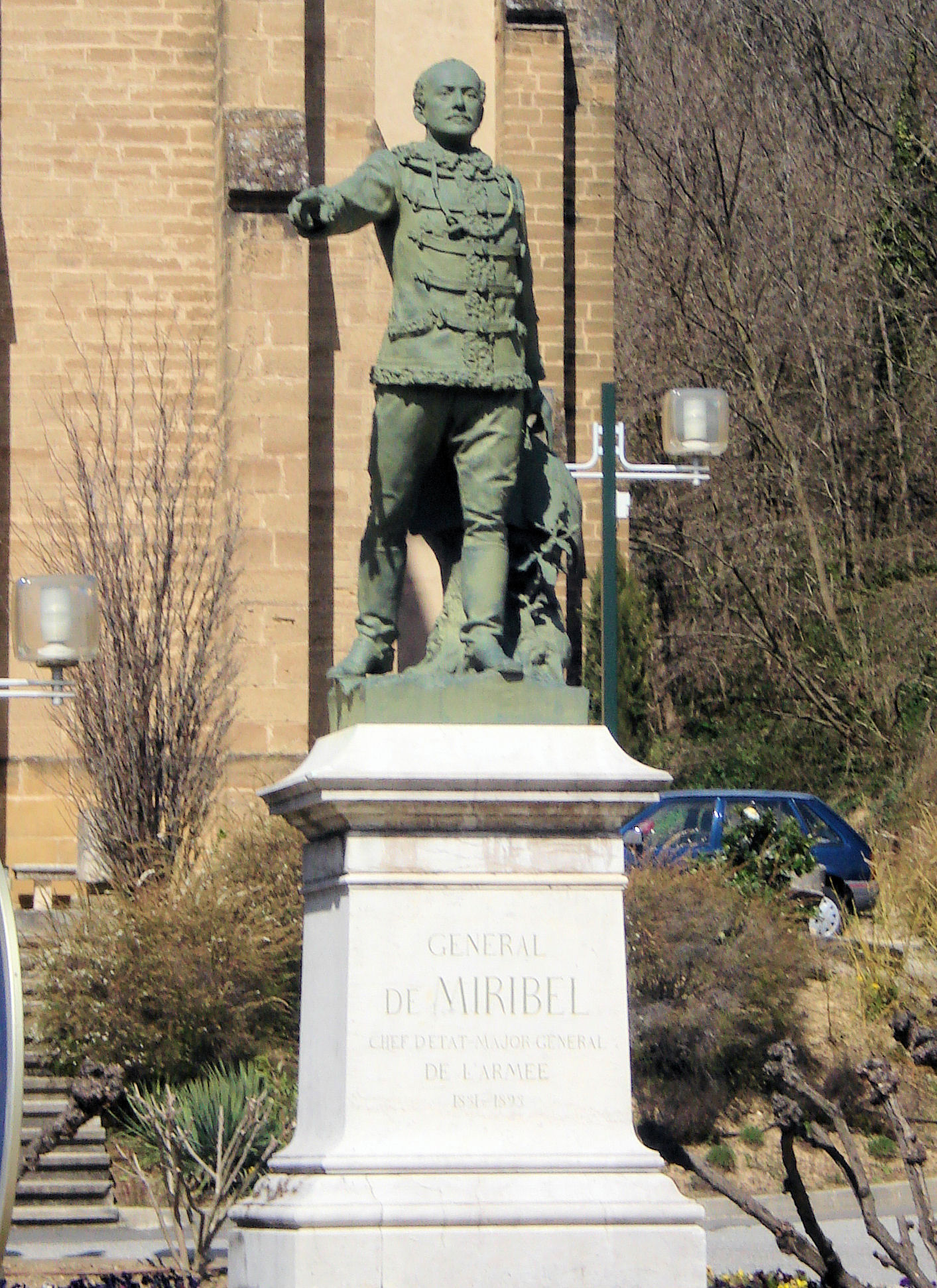
Statue du général de Miribel située à Hauterives dans la Drôme.

Il est créé grand officier de la Légion d'honneur le 8 juillet 1889.
Il devient président de la Société des anciens élèves de Polytechnique en 1890.
Le général Joseph de Miribel, frappé d'une crise d'apoplexie au retour d'une inspection dans les Alpes, meurt le 12 septembre 1893, au château de Châtelard à Hauterives (Drôme),. Son corps est inhumé au cimetière Saint-Roch à Grenoble (Isère).

## Distinctions
- Grand officier de la Légion d'honneur (décret du 8 juillet 1889)[6] ;
- Chevalier de l'ordre militaire de Savoie (16 janvier 1860) [6] ;
- Médaille commémorative de la campagne d'Italie (1859)[6] ;
- Médaille commémorative de l'expédition du Mexique (1862)[6] ;
- Médaille de S.M. la reine d'Angleterre (Royaume-Uni)[6] ;
- Officier de l'ordre de Notre-Dame de Guadalupe (Mexique) (1865)[6].

## Iconographie

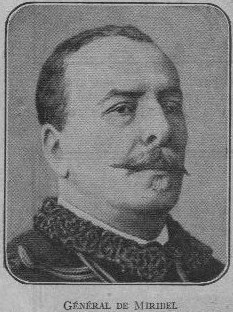
Joseph de Miribel

- Charles Aimé Irvoy, Général de Miribel, bas-relief en plâtre patiné rouge. Coll; Musée de Grenoble (MG IS 83-42).
- Charles Aimé Irvoy, Général de Miribel, médaillon en marbre. Tombe du général de Miribel, cimetière Saint-Roch, Grenoble.